# Multisource File Transfer Protocol
MFTP (Multisource File Transfer Protocol) — мережевий протокол передачі файлів. В MFTP один і той же файл запитується одночасно у кількох джерел, дозволяючи домогтися більш ефективного використання пропускної здатності каналу та знизити наслідки пропадання джерел. Однією з ключових особливостей MFTP є ідентифікація файлів не по імені, а по вмісту, шляхом підрахування набору контрольних сум на основі MD4. Таким чином досягається надійна ідентифікація файлу незалежно від його імені та одночасно ці ж суми використовуються для контролю за цілісністю одержуваних даних.